# Ernest Cassel

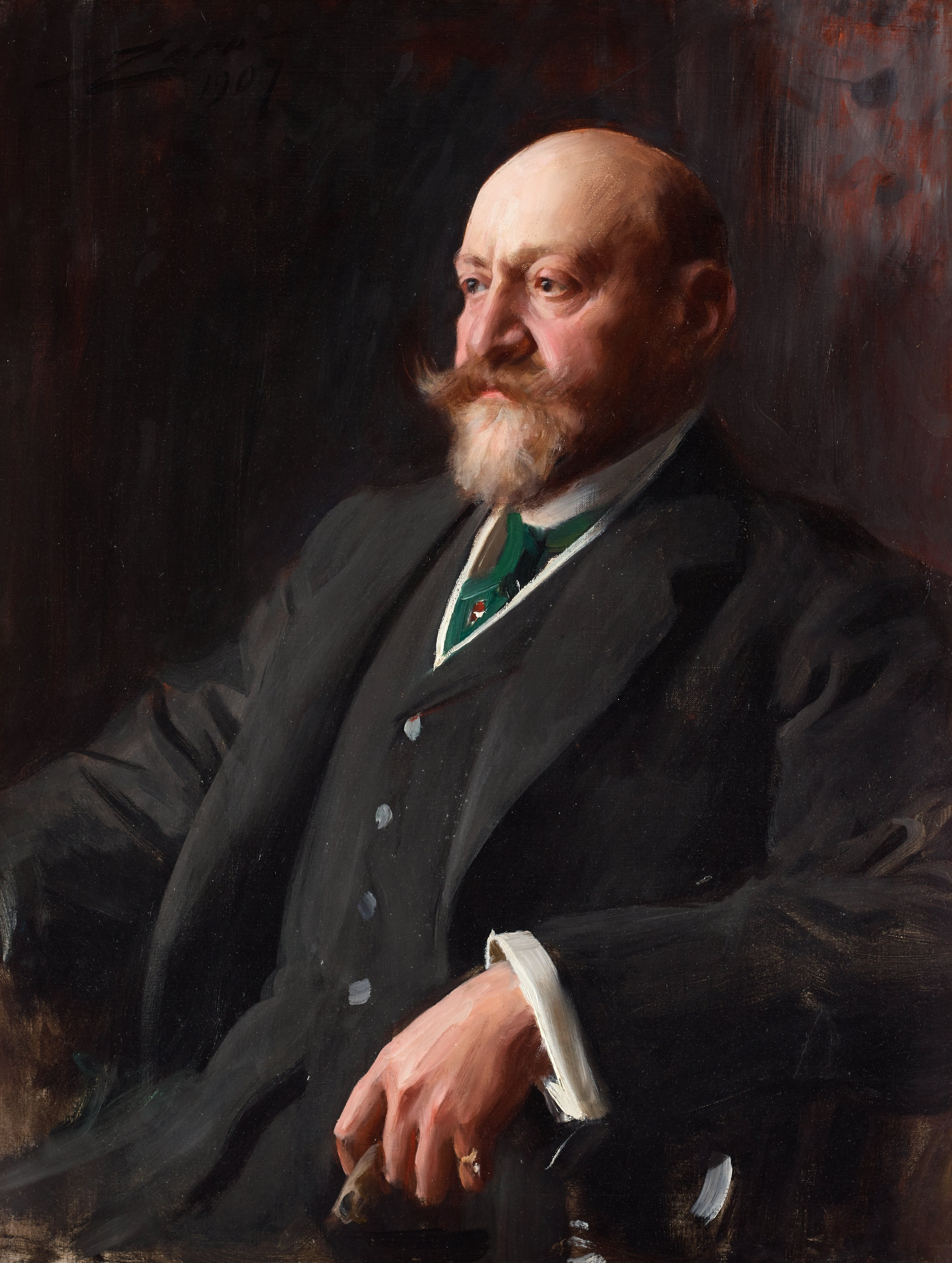
E. Cassel målad av Anders Zorn, 1906

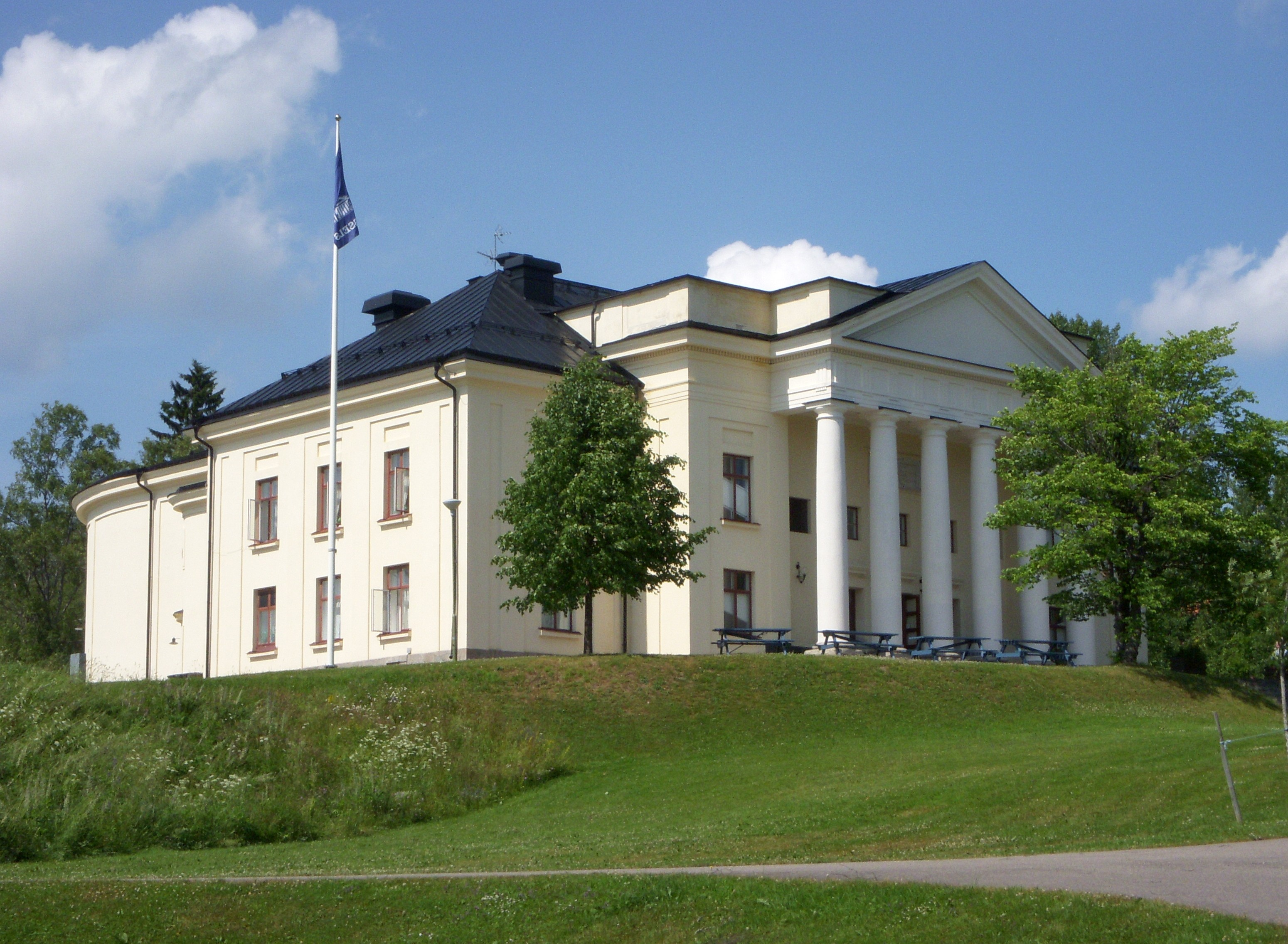
Cassels donation i Grängesberg.

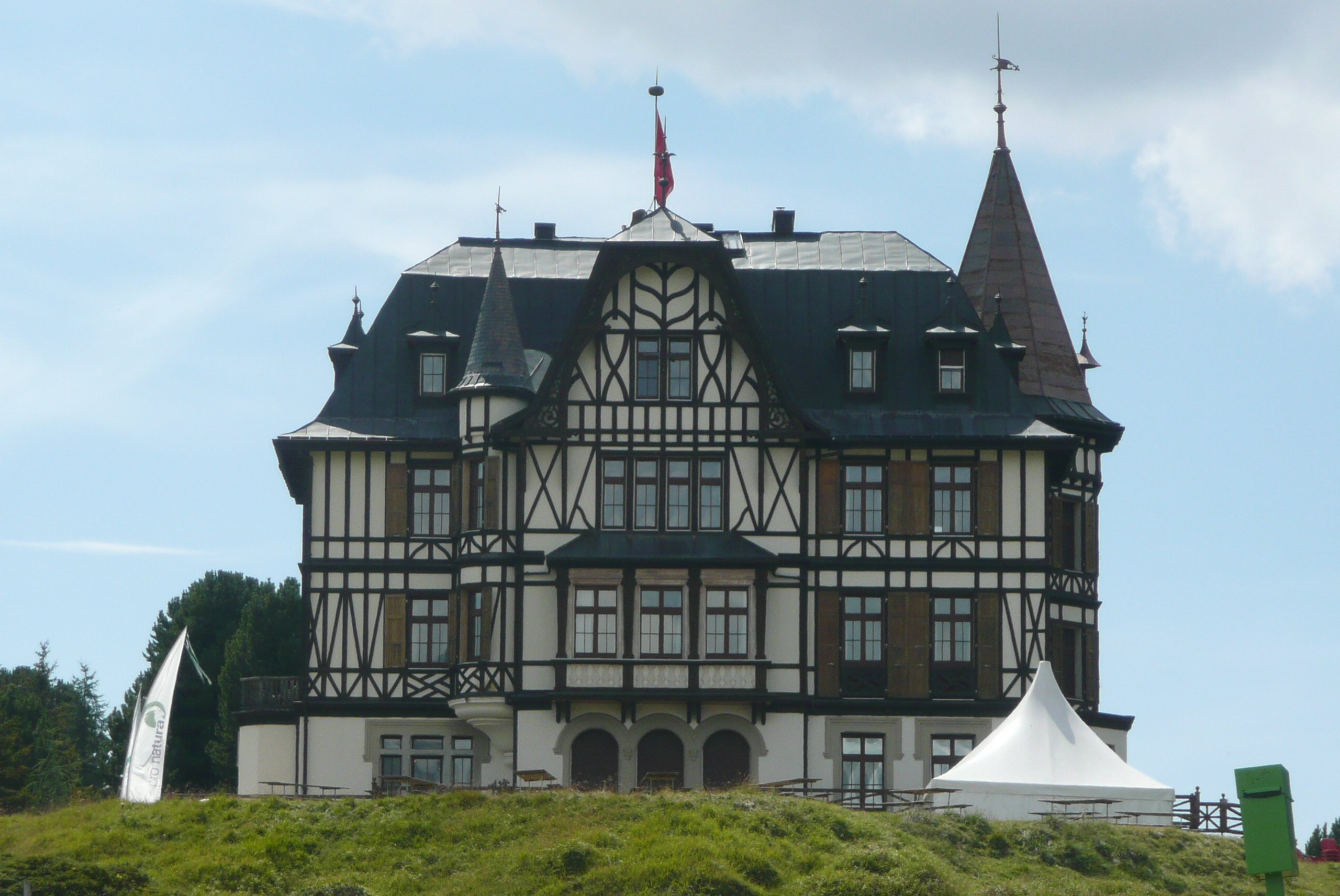
Villa Cassel i Riederalp, Schweiz.

Ernest Joseph Cassel, född 3 mars 1852 i Köln, död 21 september 1921 i London, var en tysk-brittisk affärsman. Han bodde från 18 års ålder i London där han var verksam som bankman och också blev adlad. Han var även mycket verksam som affärsman i stora delar av världen. 
Cassel, som var av judiskt ursprung, föddes i Köln. Därifrån flyttade han till London, där han inträdde i en bankirfirma och från 1884 bedrev egen bankirverksamhet. Bland Cassels många lyckade finansoperationer kan nämnas, att han reorganiserade Uruguays finanser, emitterade 3 mexikanska lån och ett kinesiskt, finansierade anläggandet av dammbyggnader för Nilens reglering och i samband därmed grundade National bank of Egypt och var starkt intresserad av Central London railway.
Cassel grundade dessutom State bank i Marocko och National bank i Turkiet.
En stor del av sin förmögenhet förtjänade han genom svenska kapitalinvesteringar. Han hade nämligen emitterat en del lån för byggandet av de svenska statsbanorna, och fick i samband därmed upp blicken för grängesbergsgruvornas betydelse. Dessa som var mindre lönande, blev sedan Cassel i Sverige infört Thomas-Gilchirst-processen vid malmförädlingen, synnerligen värdefulla. 1896 deltog Cassel i bildandet av Trafikaktiebolaget Grängesberg-Oxelösunds Järnvägar, TGOJ.
Cassel var en av kung Edvard VII:s närmaste vänner och blev 1902 ledamot av Privy council. Under första världskriget blev han, närmast till följd av sin tyska börd, misstänkt för spioneri, en misstanke som visade sig obefogad.
Cassel donerade nära 40 miljoner kronor i välgörande ändamål, däribland pengar till en fond som bland annat skulle uppmuntra Grängesbergs gruvarbetare att läsa, gå på konserter och på annat sätt bidra till bildning, och arbetarna vid Malmberget och Kiruna malmfält erhöll över ½ miljon kronor. Delar av dessa pengar användes till att bygga Cassels donation.
Vid sin död 1921 efterlämnade han en förmögenhet på mer än 120 miljoner kronor.